# Andreas Bjerre
Sören Andreas Bjerre, född 21 mars 1879 i Göteborg, död 22 november 1925, var en svensk kriminolog. Han var bror till psykologen Poul Bjerre.
Bjerre blev juris doktor 1910 och professor i straffrätt i Dorpat 1919. Bjerre studerade brottslingars själsliv och utgav bland annat Kriminalpsykologiska studier. 1. Bidrag till tjufnadsbrottens psykologi (1907) samt Bidrag till mordets psykologi (1925). Han var 1904–1912 gift med Amelie Posse och fick med henne sonen Sören. Andreas Bjerre är begravd på Norra begravningsplatsen utanför Stockholm.